# Barrage de Jinanqiao
Le barrage de Jinanqiao (en chinois : 金安桥水库) est un barrage construit sur la rivière Jinsha (nom donné au cours supérieur du fleuve Yangzi Jiang), à 52 km de la ville de Lijiang, dans la province du Yunnan en Chine. Il est associé à une centrale hydroélectrique de 2 400 MW, comprenant 4 turbines Francis de 600 MW chacune. Sa production électrique annuelle est estimée à 11,04 TWh.
Il s'agit d'un barrage-poids en béton compacté au rouleau (BCR), d'une hauteur de 160 mètres et long de 640 mètres. Il forme un lac de retenue d'un volume de 847 millions de m3.
Sa construction a débuté en 2003, les turbines ont été installés en 2010 et 2011, et sa mise en service complète a eu lieu en avril 2011,. Le coût de construction total a atteint 13,9 milliards de yuans.

## Cascade hydroélectrique du Jinsha moyen
Le barrage de Jinanqiao est le cinquième barrage d'une cascade hydroélectrique sur le Jinsha moyen, qui en comportera huit au total : Longpan, Liangjiaren, Liyuan, Ahai, Jinanqiao, Longkaikou, Ludila et Guanyinyan. Sur cette section de 1 328 km entre Shigu et Panzhihua, le fleuve Yangzi Jiang chute de 1 570 mètres, offrant un potentiel hydroélectrique considérable,.